# Schendylops maroccanus
Schendylops maroccanus är en mångfotingart som först beskrevs av Carl Graf Attems 1903.  Schendylops maroccanus ingår i släktet Schendylops och familjen småjordkrypare.
Artens utbredningsområde är:
- Algeriet.
- Marocko.

Inga underarter finns listade i Catalogue of Life.